# 107. vestlige længdekreds
Den 107. vestlige længdekreds (eller 107 grader vestlig længde) er en længdekreds, der ligger 107 grader vest for nulmeridianen. Den løber gennem Ishavet, Nordamerika, Stillehavet, det Sydlige Ishav og Antarktis.